# Аррадон
Аррадон (фр. Arradon) — коммуна на северо-западе Франции, находится в регионе Бретань, департамент Морбиан, округ Ван, кантон Ван-2. Пригород Вана, примыкает к нему с юго-запада, отделен от префектуры департамента рекой Венсен. Расположен на берегу залива Морбиан. К территории коммуны также относятся необитаемые острова Ирю и Логодан.
Население (2019) — 5 392 человека.

## История
В галло-римский период в этом месте выросло поселение у дороги, проложенной из Вана в Локмарьякер. Впервые под нынешним названием оно появилось в документах в 1387 году. В 1790 году получило статус коммуны.

## Достопримечательности
- Церковь Святого Петра
- Шато Керран XV века
- Дольмен Керанри

## Экономика
Структура занятости населения:
- сельское хозяйство — 1,6 %
- промышленность — 6,4 %
- строительство — 5,2 %
- торговля, транспорт и сфера услуг — 47,2 %
- государственные и муниципальные службы — 39,6 %

Уровень безработицы (2018) — 11,9 % (Франция в целом — 13,4 %, департамент Морбиан — 12,1 %). 

Среднегодовой доход на 1 человека, евро (2018) — 28 620 (Франция в целом — 21 730, департамент Морбиан — 21 830).

## Демография
Динамика численности населения, чел.

## Администрация
Пост мэра Аррадона с 2020 года занимает Паскаль Барре (Pascal Barret). На муниципальных выборах 2020 года возглавляемый им левый блок одержал победу во 2-м туре, получив 44,85 % голосов (из трёх блоков).
| Период | Период | Фамилия          | Партия                  | Примечания |
| ------ | ------ | ---------------- | ----------------------- | ---------- |
| 1969   | 1971   | Луи Эрве         |                         | фермер     |
| 1971   | 1995   | Франсуа Жарлеган | Разные правые           |            |
| 1995   | 2008   | Андре Галь       | Социалистическая партия |            |
| 2008   | 2014   | Доминик Мурье    | Разные левые            | учитель    |
| 2014   | 2020   | Антуан Мерсье    | Республиканцы           | пенсионер  |
| 2020   |        | Паскаль Барре    | Разные левые            |            |

## Образование
В 1986 году в Аррадоне открылось отделение Католического университете Запада.

## Города-побратимы
- Аптон-бай-Честер, Англия
- Хёхеншванд, Германия

## Галерея
- Церковь Святого Петра
- Дольмен Керанри
- Особняк Рогеда
- Мыс Мореак
- Вид на остров Ирю